# Vasile Dan
Vasile Dan (n. la 8 mai 1948) este poet, eseist, critic literar. Redactor-șef fondator al revistei „Arca”, din februarie 1990.

## Biografie
S-a născut la 8 mai 1948 în comuna Chețani, județul Mureș, într-o familie de țărani: tatăl, Dan, Vasile, tehnician zootehnist, mama: Maier, Maria, țărancă. Studii: Școala gimnazială la Chețani, Liceul „George Barițiu” la Cluj. Licențiat al Facultății de filologie (1972) la Oradea și al Facultății de ziaristică din București (1985, curs fără frecvență).
După absolvirea facultății  a fost profesor de limba și literatura română în comuna Milășel (județul Mureș), instructor cultural (Lipova), redactor la revista „Vatra” (Tg. Mureș), bibliotecar la Biblioteca Medicală (Arad), redactor-șef, fondator al revistei de cultură „Arca” în 1990, la Arad.

## Activitatea literară
Debut: în presă: cu poezia Clopote, revista „Steaua (revista)” din Cluj, nr. 6/ 1967. În volum: Priveliștile (versuri, 1977), premiul de debut al editurii Facla.
Colaborează la cele mai importante reviste literare: „Steaua” din Cluj (1967-1968), „România literară”, „Familia” din Oradea (1969-1970), „Amfiteatru” din București (1968-1972), „Vatra” din Tg. Mureș (redactor, 1980-1981), „Orizont” din Timișoara (1875-1978), „22” din București, „Arca” din Arad (1990-2014) ș.a.
Colaborează la reviste din străinătate: „Observator” (München, Germania), „Lumina” (Novi Sad, Serbia), „Litterae” (Toronto, Canada). 
Este președinte al Filialei Arad a Uniunii Scriitorilor din România din 1994, membru al Comitetului Director al Uniunii Scriitorilor din România, membru al PEN, Centrul Român. 

## Cărți publicate
- Priveliștile, versuri, Editura Facla, Timișoara, 1977;
- Nori luminați, poeme, Editura Eminescu, București, 1979;
- Scara interioară, poeme, Editura Facla, Timișoara, 1980;
- Arbore genealogic, poeme, Editura Eminescu, București, 1981;
- Întîmplări crepusculare și alte poeme, Editura Eminescu, 1984;
- Elegie în grădină, poeme,Editura Eminescu, București, 1987;
- Drumul cu ființe, poeme, Editura Eminescu, București, 1990;
- Un li pe drumul mătăsii, Jurnal chinezesc, Editura Mirador, Arad, (ediția I, 1997; ediția a II-a, 2002);
- Pielea poetului, poeme, Editura Mirador, Arad, 2000;
- Carte vie, poeme, Editura Mirador, Arad, 2003;
- Proza zilei, eseuri, Editura Gutenberg Univers, Arad, 2004;
- Poem vechi, poeme, Editura Dacia, Cluj, 2005;
- A syiv valahol fenn dobog/ Inima sună undeva sus, Ediție bilingvă maghiaro-română, Editura Amon, Budapest, 2006;
- Folyékony tükör, poeme în limba maghiară traduse de Balázs F. Attila, Editura AB-ART, Bratislava, 2010;
- Întîmplări crepusculare și alte poeme, antologie de autor, Editura Tipo Moldova, Iași, 2011;
- Critica de serviciu, Editura Mirador, Arad, 2013;
- Lentila de contact, poeme, Editura Mirador, Arad, 2015;
- focul rece și alte poesii, Editura Cartea Românească, 2018
- Ca la carte. Exerciții de empatie, Editura Școala Ardeleană, Cluj, 2020
- O cartografie a invizibilului, Editura Rocart, Colecția „Poeți Laureați ai Premiului Național de Poezie Mihai Eminescu”, 2021.

## Premii și distincții
- Premiul de poezie al Asociației Scriitorilor din Timișoara, 1981, pentru volumul Arbore genealogic.
- Premiul Filialei din Arad a Uniunii Scriitorilor din România, 1997 și 2000.
- Premiul revistelor „Observator” din München, „Familia” din Oradea, „Poesis” din Satu Mare, ”Irodalmi Jelen” din Arad.
- Premiul Special „Principesa Margareta a României”, Săvârșin, 2006.
- Premiul „Opera Omnia” al Filialei Arad a Uniunii Scriitorilor din România, 2007.
- Premiul „Octav Șuluțiu” al Revistei „Familia” din Oradea, 2000.
- „Cununa cu lauri”, Barcelona, câștigător al Turnirului de Poezie organizat de Uniunea Scriitorilor din România.
- Premiul Uniunii Scriitorilor din România pentru cartea de poezie Lentila de contact (2015)[4].
- Nominalizat de Uniunea Scriitorilor din România de două ori (2016 și 2017) la Premiul „Cartea anului” (pentru Lentila de contact [2015][5] și Focul rece și alte poesii [2018]) și Premiul „Scriitorul Anului” (2018).
- Premiul literar Național „Tudor Arghezi”, 2017, pentru „Opera omnia” (poezie)[6] ș. a.
- Laureat al Premiului Național de Poezie „Mihai Eminescu”, „Opera Omnia”, pe anul 2020 ș. a..

### Decorații
- Ordinul național „Pentru Merit” în grad de Ofițer (1 decembrie 2000) „pentru realizări artistice remarcabile și pentru promovarea culturii, de Ziua Națională a României”[7]
- Ordinul Meritul Cultural în grad de Cavaler, Categoria A – Literatură (2010)

### Interviuri
- interviurile României literare: Vasile Dan: „Fără o revistă bună, cultura e decerebrată” de Iulian Boldea[nefuncțională]
, „România literară”, nr. 13, 2017